# 아산만
아산만(牙山灣)은 충청남도 서북부과 경기도 서남부 사이 황해 연안에 위치한 만으로, 아산시, 당진시, 평택시 사이에 있다. 과거 삽교천, 안성천에서 흐르는 물이 황해로 유입되고 조수간만의 차이에 따른 조력의 영향으로 만조 시기에 바닷물이 해안으로 유입되어 해수면이 상승하고, 간조 시기에 해수면 하강에 따른 영향으로 해안선이 복잡하였으나 1974년에 안성천, 1979년에 삽교천이 각기 아산만방조제, 삽교방조제로 차단되어 황해로 유입되지 못한 하천수의 영향으로 하천수 높이 증가로 하구의 수심이 깊어지면서 거대한 인공호가 조성되었고 하천으로의 해수 유입이 불가해지면서 더 이상 조력의 영향을 받지 않으면서 해안선이 단조롭게 되었다. 만의 주변에는 평택항, 평택당진항, 아산국가산업단지(고대, 부곡국가공단 및 포승경제자유구역 등)이 있다. 또한 만 위로는 서해안고속도로의 서해대교가 건설되었으며, 서해대교 개통으로 육지와 연결된 행담도에 고속도로 휴게소인 행담도휴게소가 신설되었다. 아산만 북서쪽으로 남양만이 위치한다.